# Ecsenius tessera
Ecsenius tessera är en fiskart som beskrevs av Springer, 1988. Ecsenius tessera ingår i släktet Ecsenius och familjen Blenniidae. Inga underarter finns listade i Catalogue of Life.